# High Line

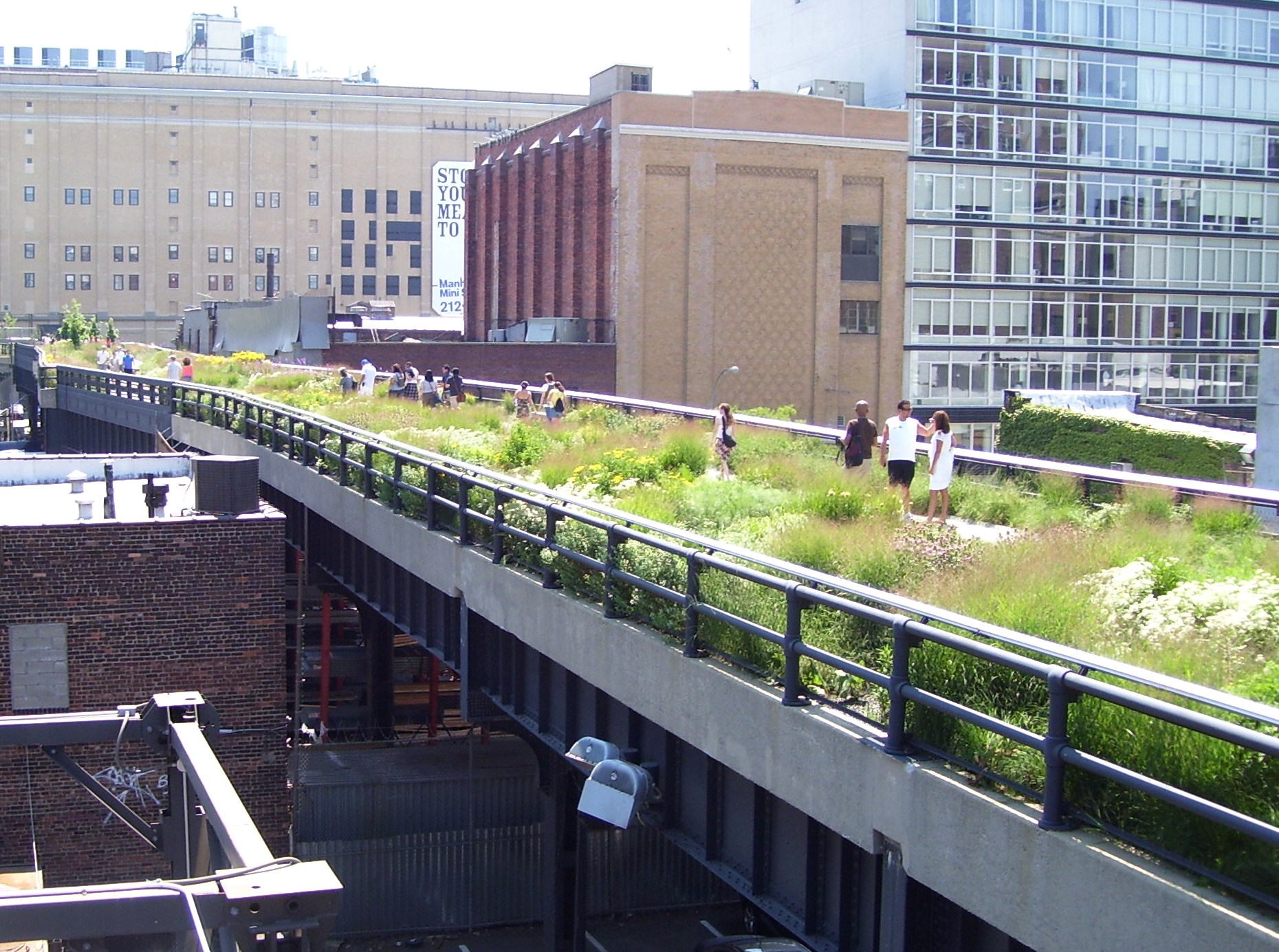
De High Line ter hoogte van 20th Street. De beplanting is een knipoog naar de wilde begroeiing vóór de verlaten spoorweg tot park werd getransformeerd.

De High Line of het High Line Park is een langgerekt, verhoogd park in Manhattan, in de Amerikaanse stad New York. Het park werd aangelegd op het traject van de West Side Line, een in onbruik geraakte goederenspoorlijn van de New York Central Railroad. Het langgerekte park ligt ten noorden van de Lower West Side van Manhattan, in de wijk Chelsea. De High Line begint op de hoek van Gansevoort en Washington Street in het zuiden en loopt 2,33 kilometer in noordelijke en noordoostelijke richting tot aan W 34th Street. Het park wordt beheerd door het New York City Department of Parks and Recreation.

## Geschiedenis
De spoorweglijn werd sinds de jaren 80 niet meer gebruikt en na enkele jaren ontstonden er plannen om van de verlaten spoorweg een park te maken à la Promenade Plantée in Parijs. Deze plannen culmineerden in het oprichten van de Friends of the High Line. In 2004 stelde het stadsbestuur van New York een bedrag van 50 miljoen dollar beschikbaar. Ook werd er particulier geld ingelegd. Het park werd aangelegd onder leiding van landschapsarchitect James Corner. De beplanting van het park werd ontworpen door de Nederlandse ontwerper Piet Oudolf.

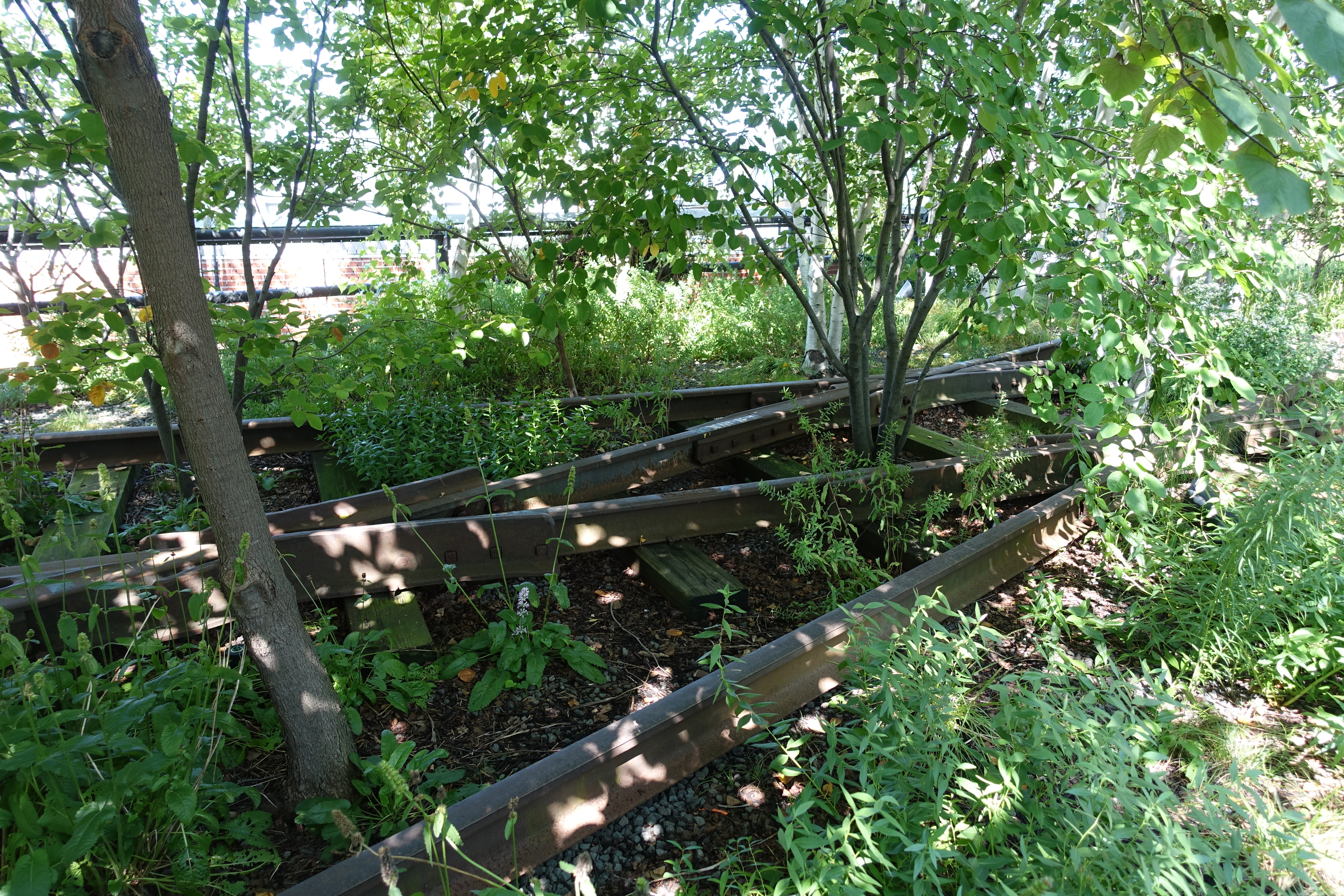
Voorbeeld van het werk van Oudolf. Bomen en planten bij een wissel in de spoorlijn

In juni 2009 werd de eerste fase van het project, van Gansevoort Street tot 20th Street, afgerond. In juni 2011 werd een bijkomend deel van 20th Street tot West 30th Street ingehuldigd. In september 2014 opende de laatste fase. Daarmee werd 2,33 kilometer voor voetgangers toegankelijk. Op 4 juni 2019 werd nog een kort extra deel geopend boven 30th Street.
Sinds de aankondiging en bouw van het park, heeft de wijk een sterke heropleving gekend, met verschillende nieuwe projectontwikkelingen en hogere vastgoedprijzen. Zo is bij de zuidelijke ingang sinds 2015 het Whitney Museum gevestigd. Het park zelf ontvangt jaarlijks zo'n 5 miljoen bezoekers.

## Vormgeving
Het park is voorzien van een vlakke vloer waartussen soms de oude spoorrails nog zichtbaar is. In gedeelten ziet men tussen de planten wissels, spoorrails, houten dwarsliggers en zelfs nog het grind van de ballast. De beplanting is deels met verwilderde planten en bomen, soms met strak gras. Er staan 120 verschillende soorten. Het park loopt op enkele plaatsen onder nieuwe gebouwen door. Vanaf het park is er zicht op de Hudson rivier in het westen en Manhattan in het oosten. Het park is op elf locaties bereikbaar vanaf de straat, meestal met trappen, maar hier en daar ook met liften.